# الاستشراق في أفق انسداده
الاستشراق في أفق انسداده هو كتاب نقدي للمفكر المغربي سالم حمّيش الحائز على جائزة مجلة "الناقد" اللندنية سنة 1990وجائزة الشيخ زايد للكتاب،صدر سنة 1991 عن المجلس القومي للثقافة العربية في الرباط، ويقع في 126 صفحة . يُعد هذا العمل من أبرز الدراسات العربية التي تناولت الخطاب الاستشراقي من منظور إبستمولوجي، متأثرًا بأطروحات ميشيل فوكو حول سلطة المعرفة والقطائع المعرفية

## مضمون الكتاب
يُعد كتاب "الاستشراق في أفق انسداده" ، دراسة نقدية إبستمولوجية تتناول الخطاب الاستشراقي في لحظة تحوّله وانكفائه المعرفي. ينقسم الكتاب إلى مدخل وخمسة فصول، يُحلل فيها حمّيش تطور الاستشراق من كونه خطابًا تحريضيًا في الحروب الصليبية إلى أداة معرفية تخدم الإدارات الاستعمارية، ثم إلى خطاب أكاديمي تقليدي عاجز عن مواكبة التحولات الفكرية والاجتماعية في الشرق. ويُبرز المؤلف كيف أن صعود مناهج العلوم الإنسانية الحديثة، مثل السوسيولوجيا والأنثروبولوجيا، قد كشف محدودية الاستشراق الكلاسيكي، وأدى إلى انسداد أفقه المعرفي. كما يُناقش الكتاب صورة العرب والإسلام في المخيال الغربي، ويُقارن بين مواقف المستشرقين التقليديين والمثقفين العرب، دون الوقوع في الإدانة المطلقة أو التمجيد الانفعالي. ويتميز الكتاب بلغة تقريرية دقيقة وكثافة فكرية عالية، ويُعد مساهمة رصينة في نقد الاستشراق من داخل بنيته المعرفية، مستلهمًا أدوات تحليلية من فلسفة ميشيل فوكو، مما يجعله مرجعًا مهمًا في الدراسات الثقافية والفلسفية المعاصرة

## الاتجاهات الثلاثة في التفكير الغربي حول الشرق:

### الاتجاه الاستعماري (السلبي)
- يرى الشرق كفضاء متخلف، جامد، يحتاج إلى "تمدين" أو "تحرير".
- يُستخدم الاستشراق هنا كأداة لفهم الشرق بهدف السيطرة عليه.
- يُشيطن الإسلام والعرب، ويُصورهم ككائنات غير عقلانية، شهوانية، وعدوانية.
- ظهر هذا الاتجاه بقوة خلال الحروب الصليبية، وتكرّس في القرنين 18 و19 مع توسع الاستعمار الأوروبي.

### الاتجاه الرومانسي (المثالي)
- يُمجّد الشرق بوصفه فردوسًا مفقودًا، مليئًا بالحكمة والروحانية.
- يُنظر إليه كعلاج لأمراض الغرب المادية والروحية.
- تجلّى في أعمال أدباء مثل غوته وفلوبير ونرفال، وفي حركة الهيبيز في ستينيات القرن العشرين.
- لكنه غالبًا ما يُنتج صورًا وهمية، مستندة إلى خيال غربي أكثر من واقع شرقي.

### الاتجاه الثوري (النقدي)
- يرى الشرق كمرآة نقدية للغرب، وكفضاء بديل يمكن أن يُلهم الغرب في تجاوز أزماته.
- يُستحضر الشرق هنا بوصفه نموذجًا للحكمة والتوازن مع الطبيعة، كما في كتابات توماس كارليل ووليم موريس.
- يُستخدم الشرق لتقويض المركزية الغربية، وإعادة التفكير في مفاهيم مثل الزمن، العقل، والبطولة.

## ميشال فوكو في الكتاب
يُوظف سالم حمّيش في كتابه "الاستشراق في أفق انسداده" أدوات تحليلية مستلهمة من فلسفة ميشال فوكو، خاصة مفاهيمه حول سلطة المعرفة والقطائع المعرفية، لتفكيك الخطاب الاستشراقي بوصفه بنية معرفية تاريخية مرتبطة بالهيمنة السياسية والثقافية. ويعتمد حمّيش على المنهج الإبستمولوجي الفوكوي في قراءة تحولات الاستشراق، معتبرًا أنه لم يعد قادرًا على إنتاج معرفة موضوعية عن الشرق، بل أصبح خطابًا مأزومًا يعيش انسدادًا في الأفق نتيجة تجاوز مناهجه التقليدية من قبل العلوم الإنسانية الحديثة. كما يُبرز الكتاب كيف أن الاستشراق، وفقًا لفوكو، لا يُفهم فقط من خلال محتواه، بل من خلال علاقاته بالسلطة والمؤسسات، مما يجعل نقده يتطلب مساءلة بنيته المعرفية لا مجرد تفنيد مضامينه.

## اقتيباسات من الكتاب
«الاستشراق ليس خيرًا بإطلاق ولا شرًا بإطلاق، بل هو سياق معرفي تاريخي جغرافي سياسي، يجب تفكيكه ضمن شروطه.» يعكس هذا الاقتباس موقف حمّيش المتزن في نقد الاستشراق، بعيدًا عن الإدانة المطلقة أو التمجيد الانفعالي.
«إن صورة الإسلام في المخيال الاستشراقي التقليدي ليست نتاج جهل، بل نتاج معرفة منحازة ومؤدلجة.» يُبرز كيف أن الاستشراق الكلاسيكي لم يكن مجرد سوء فهم، بل كان جزءًا من مشروع معرفي يخدم الهيمنة.
«القطيعة المعرفية لا تعني الإنكار، بل تعني إعادة بناء المفاهيم خارج الأطر الموروثة.» يُجسد تأثر حمّيش بفلسفة ميشيل فوكو، خاصة في ما يتعلق بالتحول المعرفي وتجاوز الخطابات السائدة.

«الرد على الاستشراق لا يكون بالانفعال، بل بالتحليل، ولا بالرفض، بل بإنتاج معرفة مضادة.» دعوة إلى تأسيس خطاب نقدي عربي قادر على مساءلة الاستشراق من داخل بنيته المعرفية.

## النقد والاستقبال
أثار كتاب «الاستشراق في أفق انسداده» للمفكر والروائي المغربي سالم حمّيش، منذ صدوره في ثمانينيات القرن العشرين، اهتماماً نقدياً ملحوظاً باعتباره مساهمة عربية مبكرة في نقد خطاب الاستشراق، في موازاة مع أطروحة إدوارد سعيد. وقد رأى فيه النقاد محاولة جريئة لتفكيك أسس المعرفة الاستشراقية عبر مساءلة مرجعياتها الفلسفية والتاريخية، وكشف حدودها المنهجية في فهم العالم العربي والإسلامي. وأشاد باحثون في الفكر ما بعد الكولونيالي بقدرة المؤلف على الجمع بين التحليل الفلسفي والتأريخ الفكري، مما جعل الكتاب مرجعاً في النقاش حول أزمة الاستشراق وأفق انسداده. كما تناولته مقالات صحفية ودراسات جامعية في المغرب والمشرق والغرب، ورأى بعض القراء فيه نصاً تأسيسياً ضمن مسار حمّيش الفكري، يمهّد لجوانب من إنتاجه الروائي اللاحق الذي ظل مشغولاً بقضايا الهوية والغيرية والسلطة.